# Parkonkangas
Parkonkangas är en kulle i Finland. Den ligger i Fredrikshamn och landskapet Kymmenedalen, i den södra delen av landet, 130 km öster om huvudstaden Helsingfors. Toppen på Parkonkangas är 81 meter över havet.
Terrängen runt Parkonkangas är huvudsakligen platt.  Trakten runt Parkonkangas är nära nog obefolkad, med mindre än två invånare per kvadratkilometer. Närmaste större samhälle är Fredrikshamn, 12,0 km söder om Parkonkangas. I omgivningarna runt Parkonkangas växer i huvudsak barrskog.